# Kybos stepposus
Kybos stepposus är en insektsart som beskrevs av Vilbaste 1980. Kybos stepposus ingår i släktet Kybos och familjen dvärgstritar. Inga underarter finns listade i Catalogue of Life.